# Silvio Formichetti
Silvio Formichetti (Pratola Peligna, 20 maart 1969) is een Italiaans kunstschilder. Zijn oeuvre omvat vooral abstracte en informele schilderijen en tekeningen.

## Geschiedenis
Silvio Formichetti werd in 1969 geboren in Pratola Peligna, in de provincie L'Aquila. De eerste werken van Formichetti centraliseerden zich rond twee thema’s: de landschappen van Abruzzen en vrouwelijk naakt.
Sinds halverwege jaren negentig geraakte hij geïntrigeerd door de informele schilderkunst van Jackson Pollock en diens dripping-techniek, bekend als Action Painting. De werken van Hans Hartung en Formichetti’s landgenoten Afro Basaldella en Emilio Vedova vormden ook een inspiratiebron om te komen tot een eigen abstracte schilderstijl.
Het merendeel van zijn schilderijen wordt gekarakteriseerd door krachtige primaire kleuren zoals rood, geel en groen, gecombineerd met zwart en wit. De beeldstijl van Formichetti is geëvolueerd doorheen de jaren, maar blijft kleurrijk, emotioneel geladen en experimenteel. Zijn werken werden zachter van kleur door het frequenter gebruik van olieverf. Sinds 1999 verwerkt hij ook meer symboliek in zijn werken. Hij drukt zich uit via twee fundamentele instrumenten: verfborstels en spatels.
In 2011 nam hij deel aan de 54e Biënnale in Venetië. Sindsdien wordt hij beschouwd als een van de belangrijkste Italiaanse vertegenwoordigers van de informele schilderkunst.
Reeds jaren realiseert Formichetti ook werken van live painting en bodypainting. Zijn uitvoeringen weten een steeds groter publiek te bereiken door de kracht van de artistieke expressie.
Zijn werk werd tentoongesteld in diverse musea in Italië, Bulgarije en Duitsland. In november 2013 vond een solotentoonstelling plaats in het Europees Parlement in Brussel in het Altiero Spinelli-gebouw. Deze tentoonstelling, samengesteld door de kunstenaar, omvatte twintig werken van middelgroot formaat die speciaal voor het evenement werden gemaakt.
In 2014 was Formichetti driemaal te gast in het actuaprogramma TG2 Italia, de nieuwszender van RAI. Een jaar later maakte kunstkenner Stefano Sassi voor de RAI een documentaire over het leven en de kunst van Silvio Formichetti die uitgezonden werd op RAI5.

## Tentoonstellingen: selectie

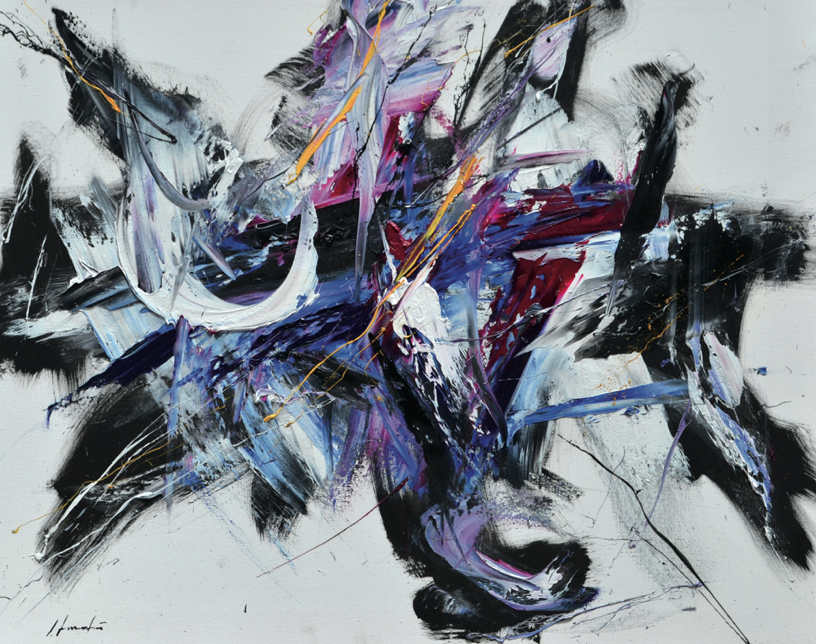
Folle gestualità, 60×70 cm, Olio su tela, 2012

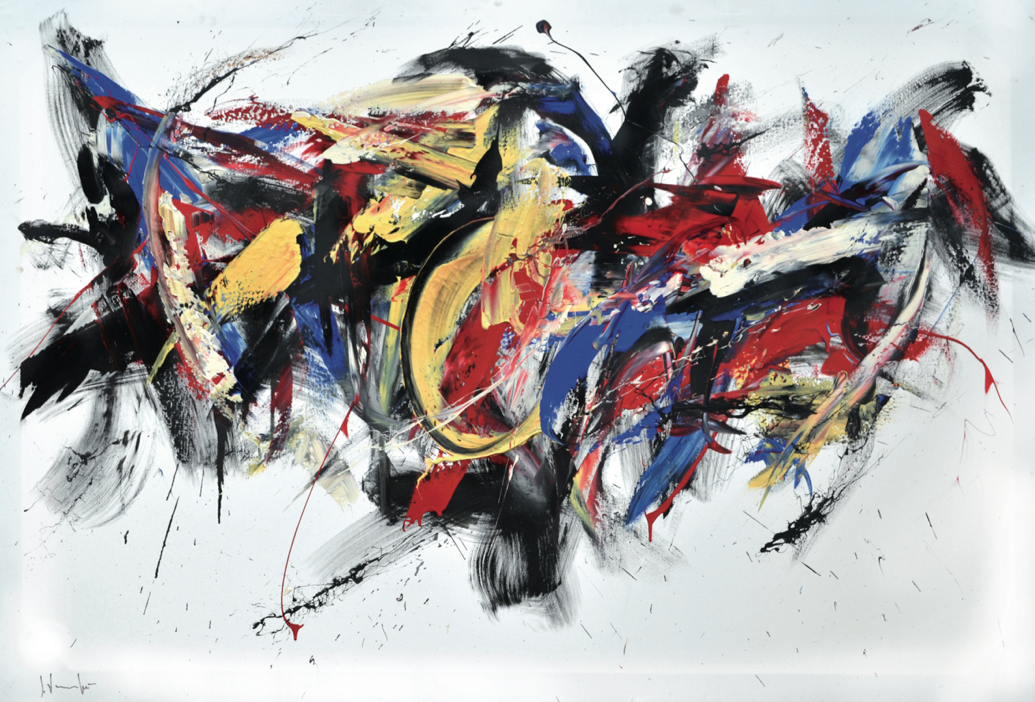
Tempi lineari, 100×150 cm, Tecnica mista su tela, 2013

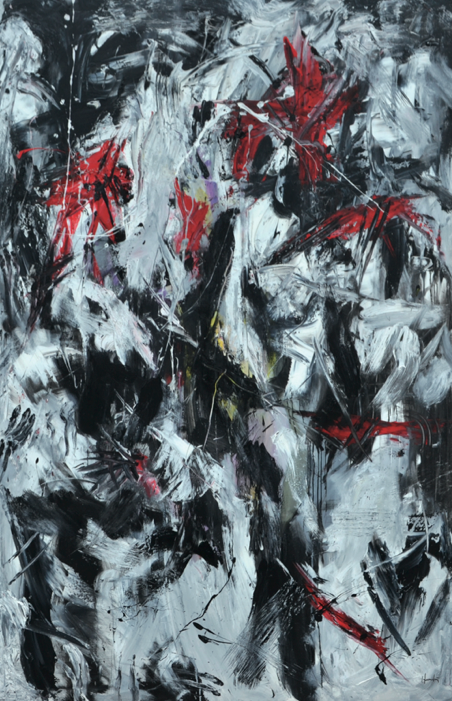
Energheia, 198,5×128,5 cm, Olio su tela, 2011

- Internationale tentoonstellingen van Sulmona (verschillende edities van 1999 tot 2016);
- Solotentoonstelling in het Palazzetto dei Nobili dell’Aquila
- Abruzzo National Museum of L'Aquila;
- Nationaal muziekinstrumentenmuseum in Rome (2006);
- Diocesan Museum “Francesco Gonzaga” in Mantua (2007);
- Nationaal Museum van het Palazzo Venezia (2007);
- Michetti Museum in Francavilla al Mare (2007);
- Museum van San Gabriele, Isola del Gran Sasso d'Italia (2008);
- "Cromofobie", Ex Aurum of Pescara (2009);
- Solotentoonstelling in het Palazzo Guicciardini van de provincie Milaan (2010);
- Colonna Museum in Pescara  (2010);
- Stedelijk Museum van Sulmona  (2010);
- 54e Biënnale in Venetië, gepresenteerd door Vittorio Sgarbi (2011);
- Chiostro del Bramante (Klooster van Bramante) in Rome (2011);
- Solotentoonstelling Alphabet of the Soul" in Palazio Oda in Albenga (2011)
- Tentoonstelling “The Big Rip” in de Opus Gallery in Grottammare (2012);
- Solotentoonstelling “"Succisa Virescit" in Cassino in het Manzoni Theater (2012)
- National Gallery of Modern Art in Sofia, Bulgarije (2012);
- Graffity Art Gallery in Varna, Bulgarije (2012);
- Canovaccio Gallery in Terni (2013);
- Civic Gallery van Padua (2013);
- Europees Parlement in Brussel, België (2013);
- Aurum - Factory of Ideas in Pescara (2014);
- Taverna Ducale in Popoli in Pescara (2014);
- Soloshow InArt Werkkunst Gallery, Berlijn, Duitsland (2015);
- Rocca in Umbertide (PG) (2016);
- Complesso della Santissima Annunziata in Sulmona (2017);
- Tentoonstelling ‘Il silenzio che urla" in Ascoli Piceno (2018);
- Tentoonstelling "Vulcanico" in Galleria Contempo, Pergine Valsugana (Trente (stad) |Trente) (2018);
- Tentoonstelling "Informale incontro" in het Centro Cultura Villa Brivio in Nova Milanese (2018);
- Tentoonstelling "I mille di Sgarbi" bij Magazzini del Sale in Cervia;
- CristianoArtGallery, Samo Collection, Ars Interamna in Pignataro Interamna[17]